# Palazzo Morisani

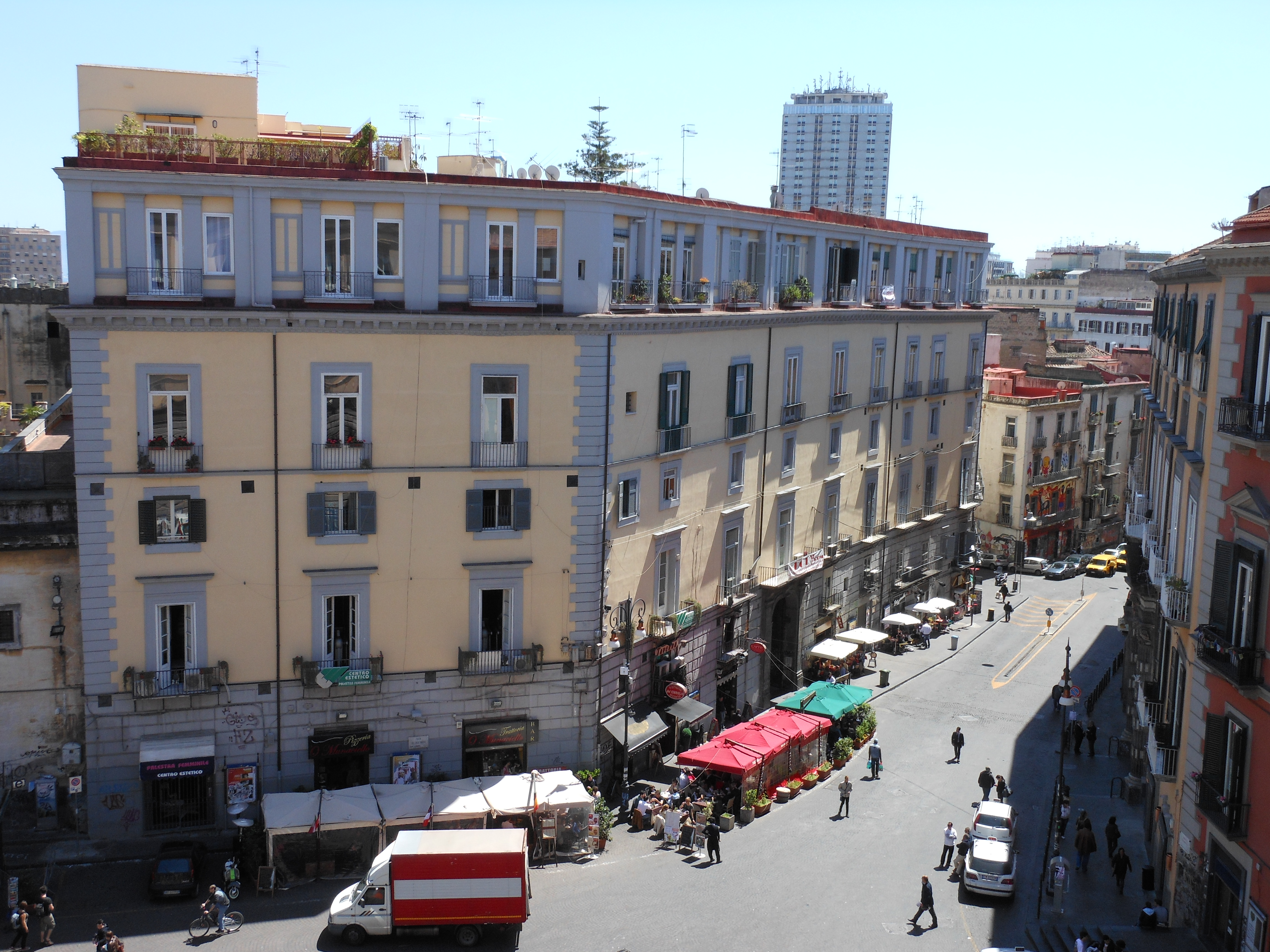
Palazzo Morisani in Neapel

Der Palazzo Morisani ist ein Palast aus dem 16. Jahrhundert im Viertel San Giuseppe in Neapel in der italienischen Region Kampanien. Er liegt in der Calata Trinità Maggiore, 4.

## Geschichte
Die Herzöge Vargas aus Cagnano ließen den Palast erbauen. Später kauften ihn verschiedene Familien nacheinander, darunter auch die Perez Navarettes und die Statellas. Sie ließen etliche Veränderungen und Umbauten anbringen, sodass der Palast ein barockes Aussehen erhielt.
Im Jahre 1906 erwarb der bekannte Gynäkologe Ottavio Morisani aus Neapel den Palast und vererbte ihn an seine Nachfahren, die in mindestens bis in die 1970er-Jahre behielten.

## Beschreibung
Die fünfstöckige Fassade baut auf einem hohen Sockel aus Bossenwerk in Piperno auf, der das Erdgeschoss umfasst, und hat regelmäßig angeordnete Fenster. Von bemerkenswerter Schönheit ist das gezahnte Traufgesims, das die ursprünglich vierstöckige Fassade nach oben begrenzte. Im Zuge der Umbauten wurde ein weiteres Geschoss aufgesetzt, was die ursprüngliche kompositorische Schönheit der Fassade verzerrte.
Vom Empfangssalon mit Kassettendecke gelangt man in den großartigen Innenhof mit Vorhallen aus Eisen und Glas.